# Cantone di Saint-Esprit
Il cantone di Saint-Esprit è una divisione amministrativa situato nel dipartimento e regione della Martinica.

## Comuni
- Saint-Esprit